# S. E. Hinton
S. E. Hinton, all'anagrafe Susan Eloise Hinton (Detroit, 22 luglio 1948), è una scrittrice statunitense.
È nota per i romanzi sul passaggio all'età adulta ambientati in Oklahoma, e specialmente per il romanzo I ragazzi della 56ª strada, che scrisse durante i suoi anni di liceo. Nel 1988 ha ricevuto il Margaret Edwards Award dall'American Library Association per i suoi lavori.

## Biografia
Quando era ancora adolescente, la Hinton divenne famosa come autrice del romanzo I ragazzi della 56ª strada, ambientato in Oklahoma negli anni '60. Iniziò a scriverlo nel 1965. Il libro si ispira a due bande rivali della sua scuola, la Will Rogers High School, i "Greasers" e i "Socs". Fu pubblicato per la prima volta dalla Viking Press nel 1967, durante il suo primo anno presso l'Università di Tulsa. Da allora, il libro ha venduto più di 14 milioni di copie, e ancora ne vende più di 500.000 all'anno.
L'editore della Hinton le suggerì di pubblicare il libro usando le sole iniziali del nome per impedire che i critici stroncassero il romanzo perché scritto da una donna. Dopo il successo de I ragazzi della 56ª strada, la Hinton scelse di continuare a scrivere e pubblicare libri usando le sole iniziali del nome.

## Vita privata
La Hinton è una persona molto riservata. Ha però rivelato che ama molto leggere (Jane Austen, Mary Renault e Francis Scott Fitzgerald), scrivere, tenere lezioni nella locale università e andare a cavallo.
La Hinton è una fan della serie televisiva Supernatural ed ha visitato il set in numerose occasioni. Ha inoltre recitato una piccola parte nell'episodio "Slash Fiction" della settima stagione.
Vive con il marito David Inhofe, un ingegnere di software, che ha sposato nell'estate del 1970 dopo averlo conosciuto nella sua classe di biologia al college. Nell'agosto 1983, sono diventati genitori di Nicolas David Inhofe, che ha lavorato come tecnico del suono per il film L'era glaciale 2 - Il disgelo.

## Adattamenti
Gli adattamenti cinematografici di I ragazzi della 56ª strada (marzo 1983) e di Rusty il selvaggio (ottobre 1983) sono stati entrambi diretti da Francis Ford Coppola; la Hinton scrisse la sceneggiatura per Rusty il selvaggio con Coppola. Altri adattamenti dei suoi lavori sono Un ragazzo chiamato Tex (1982), diretto da Tim Hunter, e Due vite in una (1985), diretto da Christopher Cain. La Hinton ha recitato un cameo in tre dei quattro film. 

## Opere

### Romanzi per ragazzi
- I ragazzi della 56ª strada (The Outsiders, 1967)
- That Was Then, This Is Now (1971)
- Rusty il selvaggio (Rumble Fish, 1975)
- Il giovane Tex (Tex, 1979)
- Taming the Star Runner (1988)

### Libri per bambini
- Big David, Little David, illustrato da Alan Daniel (1995)
- The Puppy Sister, illustrato da Jacqueline Rogers (1995)

### Romanzi per adulti
- Hawkes Harbor (2004), romanzo
- Some of Tim's Stories (2007), raccolta di racconti

### Autobiografia
- Great Women Writers, Rita Dove, S.E. Hinton e Maya Angelou (1999)

## Riconoscimenti
- Nel 1988 la Hinton ricevette nel 1988 il Margaret A. Edwards Award dall'American YA librarians.